# Фантана Оилор (Тулћа)
Фантана Оилор (рум. Fântâna Oilor) насеље је у Румунији у округу Тулћа у општини Доробанцу. Oпштина се налази на надморској висини од 119 m.

## Становништво
Према подацима из 2002. године у насељу је живело 77 становника, од којих су сви румунске националности.